# Cass-rapporten
Cass-rapporten, egentligen Independent Review of Gender Identity Services for Children and Young People och på engelska ofta Cass Review, är en granskning av vården av minderåriga med könsdysfori i England och denna vårds vetenskapliga stöd, som beställdes 2020 av engelska myndigheter. Arbetet leddes av  Hilary Cass. 
En delrapport blev klar i mars 2022 och slutrapporten släpptes 10 april 2024.

## Bakgrund
Verksamheten vid Englands enda mottagning för barn och minderåriga med könsdysfori, The Gender Identity Development Service (Gids) inrymd i den bredare psykiatriska och psykologiska stiftelsen Tavistock, hade under ett antal år blivit alltmer uppmärksammad och omdiskuterad. Vården på Gids var från början psykosocialt och psykoterapeutiskt inriktad, i linje med Tavistock-stiftelsens verksamhet överlag. Kliniken övergick dock från allmänt stöttande verksamhet till att förorda hormonbehandling och skriva remisser för detta, varefter antalet remisser till Gids ökade kraftigt. Flera fall då personer ur Gids personalgrupp som kritiserat hur vården på Gids fungerade blev utsatta för försök att tysta dem hade också nått offentligheten. Dessutom försökte en tidigare patient som detransitionerat, Keira Bell, med början från januari 2020 bli tilldömd skadestånd på grund av den behandling hon fått. Hon menade att hon som sextonåring inte varit kapabel att samtycka till hormonbehandling och mastektomi.
De engelska myndigheterna NHS England och NHS Improvement gav hösten 2020 Hilary Cass, en pediatriker och forskare med gott renommé som 2015 tilldelats orden OBE för sitt arbete, i uppdrag att leda en grupp för att göra en rapport kring den engelska vården av transungdomar. Rapporten skulle utvärdera hur vården av unga personer med könsdysfori hade fungerat, undersöka det vetenskapliga underlaget samt utfärda rekommendationer för framtiden. Gruppen fick tydliga instruktioner om vad som skulle undersökas men också fria händer att lägga till fler punkter, dock inte minderårigas möjlighet att samtycka till behandling då detta vid tiden behandlades i domstol.

## Delrapporten 2022
I delrapporten noterades att kontroll och uppföljning av behandlingen med pubertetsblockerare (analoger till gonadotropinfrisättande hormon, GnRH-analoger), varit slappare än vad som beskrivs i det holländska protokoll som ansetts vara en standard. Personal på de behandlande klinikerna kände sig dessutom pressade att alltid bejaka och bekräfta barnens transidentitet. 

## Slutrapporten 2024
Slutrapporten innehöll flera systematiska litteraturöversikter utförda vid University of York som undersökte patientgruppens sammansättning, effekterna av social transition (där patienten presenterar sig och i stor utsträckning blir behandlad som det motsatta könet), behandling med pubertetsblockerare och med motsatta könets könshormoner samt vilka olika typer av behandling patientgruppen erbjöds.

## Rapportens huvudsakliga fynd
Cass-rapporten fann att det fanns mycket lite forskning av hög kvalitet som stöder NHS kliniska riktlinjer och praxis på området vård av barn med könsdysfori.
Man kunde inte hitta någon tydlig förklaring till den stora ökningen av antalet barn och tonåringar med könsdysfori. Att transidentiteter blivit mer accepterade befanns inte vara en tillräcklig förklaring. Enligt rapporten finns en bred enighet om att tillskriva ökningen en blandning av faktorer. Faktorer som föreslås inkluderar effekter av den stora användningen av sociala medier och svårigheter att acceptera sin sexuella läggning, då en majoritet av patienterna var antingen homo- eller bisexuella.
Angående användningen av pubertetsblockerare slog rapporten fast att både evidensen för behandlingens effekt och syftet med att undertrycka puberteten är oklara. Dessutom var eventuella effekter på patienternas kognitiva och psykosexuella utveckling inte är klarlagda. 
En av rapportens systematiska litteraturstudier undersökte 50 vetenskapliga artiklar om pubertetsblockerare. Man använde Newcastle-Ottawa-skalan och fann då endast en studie av hög kvalitet, 25 av medelgod kvalitet och 24 av låg kvalitet. Utifrån de 26 artiklarna med hög resp. medelgod kvalitet blev rapportens slutsats att det inte finns evidens som gör att man kan dra några slutsatser vare sig vad gäller pubertetsblockerarnas effekt på patienternas könsdysfori eller deras mentala hälsa. Man fann dock viss evidens för att patienternas bentäthet påverkades negativt.
Rapporten avfärdade den ofta upprepade tanken att behandling med pubertetsblockerare ger de unga patienterna tid att tänka efter kring sin könsidentitet och få mer tid på sig att fatta beslut  innan puberteten tillåts bryta fram. Man grundade detta på att så gott som alla patienter som fått dessa pubertetsblockerare senare gick vidare till behandling med motsatta könets hormoner, varför beslutet att fortsätta till transition förefaller i praktiken redan fattat när behandling med pubertetsblockerare inleds. Rapporten nämnde även att trots att den manliga puberteten ger oönskade effekter på en transkvinnas utseende behöver man också ta hänsyn till att utan tillräcklig utveckling av penis blir det mycket svårare att senare utföra en tillfredsställande vaginoplastik, där patientens befintliga penis används till att skapa ett kvinnligt könsorgan med vagina och klitoris.
De läkare som behandlar patienterna kan inte säkert veta vilka av de unga som utan behandling skulle behålla sin transidentitet i vuxen ålder. Enligt rapporten är medicinsk behandling med hormoner och kirurgi för de flesta av patienterna inte den mest lämpliga vägen att gå för. Även i de fall när man finner skäl till medicinsk behandling bör man först försöka behandla patientens psykiska hälsa och psykosociala problem ur ett bredare perspektiv. 
På grund av bristande uppföljning är antalet personer i England som efter hormonbehandling i unga år senare detransitionerat okänt. Teamet runt Cass-rapporten försökte få mer data angående de omkring 9000 barn och tonåringar som fått behandling på Tavistock-centret, dels från Tavistock och dels från NHS' mottagningar för vuxna, men dessa var enligt rapporten inte samarbetsvilliga. 
Rapporten fann motstridiga åsikter bland läkarna i fältet vad gäller olika behandlingars lämplighet. Man noterade att oenighet kring språket vad gäller exempelvis "utforskande" och "bekräftade" bemötande av patienterna medförde svårigheter att etablera en neutral terminologi. Somliga läkare upplevde en rädsla kring att arbeta med unga människor som ifrågasatte sitt kön. De var oroliga för att bli anklagade för omvändelseterapi och även för lagförslag om att förbjuda sådan. Enligt rapporten kände många av behandlarna att de verkade i skuggan av "en icke konstruktiv, polariserad debatt kring omvändelseterapi". 
Slutligen utfärdade rapporten 32 rekommendationer kring transvård av unga.

## Följder av rapporten
Cass-rapporten utlöste skarp debatt och konflikt kring transvård i England. Dess huvudansvariga Hilary Cass fick hotfulla mejl och blev rådd att av säkerhetsskäl inte nyttja kollektivtrafik.
Skottlands enda klinik för barn med könsdysfori, Sandyford clinic i Glasgow, meddelade 18 april 2024 att man "tog en paus" i förskrivningen av pubertetsblockerare till nya patienter, och att man framöver inte kommer skriva ut könskonträra hormoner till patienter under 18 år.